# Lista stadioanelor de fotbal din județul Timiș
Aceasta este lista stadioanelor de fotbal din județul Timiș, ordonate după capacitate. Sunt listate stadioanele cu o capacitate mai mare de 1.000 de locuri.

## Stadioane actuale
| Imagine | Localitate      | Denumire                              | Capacitate | Inaugurat         | Renovat    | Beneficiar | Note                       |
| ------- | --------------- | ------------------------------------- | ---------- | ----------------- | ---------- | --- | -------------------------- |
|         | Timișoara       | Stadionul CFR (fostul Banatul)        | 7.000      | 12 octombrie 1913 | 1949, 2005 | Chinezul Timișoara (1913-1946), Banatul Timișoara (1923–1950), CFR Timișoara (1933–prezent), Nuova Mama Mia (2015–2017)                                     |                            |
|         | Lugoj           | Stadionul Tineretului (Vulturii)      | 6.000      | 1920              | 2005       | Vulturii Lugoj (1920–2002), Auxerre Lugoj (2002–2007), CSM Lugoj (2009–prezent)                                                                             | 3.000 scaune               |
|         | Timișoara       | Stadionul Electrica                   | 1.000      | 1960              | 2020       | Electrica Timișoara (1960–prezent), Politehnica II Timișoara (2006–2008), Ripensia Timișoara (2012–2014), (2019–prezent), ACS Poli Timișoara (2018–prezent) | 1000 scaune                |
|         | Tomnatic        | Stadionul Petre Feneși                | 4.000      | 1974              | 2017       | CS Unirea Tomnatic | Tribune acoperite          |
|         | Sânnicolau Mare | Stadionul Gheorghe Biaș (fost Unirea) | 3.000      | 1953              |            | Unirea Sânnicolau Mare (1953-prezent) |                            |
|         | Covaci          | Stadionul Fortuna                     | 2.250      |                   |            | ACS Fortuna Covaci | 1.500 scaune               |
|         | Făget           | Stadionul Flacăra                     | 1.500      |                   |            | Flacăra Făget |                            |
|         | Timișoara       | Stadionul Stiința                     | 1.000      | 1928              | 1947       | FC Politehnica Timișoara (1928–1963), ASU Politehnica Timișoara (2012–prezent)                                                                              | Toate scaune, are nocturnă |
|         | Becicherecu Mic | Stadionul Comunal                     | 1.000      |                   |            | Nuova Mama Mia Becicherecu Mic (2002-2018), ACS Fortuna Becicherecu Mic (2018-prezent)                                                                      | 900 scaune                 |
|         | Jimbolia        | Stadionul Árpád Thierjung (Ceramica)  | 1.000      |                   |            | Unirea Jimbolia, FC Marcel Băban Jimbolia (2013-prezent) | 700 scaune                 |
|         | Timișoara       | Stadionul Calor (Colterm)             | 1.000      |                   |            | ACS Poli Timișoara II | 542 scaune                 |
|         | Recaș           | Stadionul Atletic                     | 1.000      | 1953              | 2004       | Asociația Club Sportiv Recaș(1917-2012), AC Recaș (2013-prezent)                                                                                            | 500 scaune                 |
|         | Timișoara       | Stadionul Ciarda Roșie                | 1.000      | 1960              | 2016       | Electrica Timișoara (1960–prezent),Politehnica II Timișoara (2006–2008), Ripensia Timișoara (2012–2014), (2019–prezent), ACS Poli Timișoara(2018–prezent)   | 500 scaune                 |
|         | Dumbrăvița      | Stadionul Ștefan Dobay                | 1.000      |                   |            | Clubul Sportiv Comunal Dumbrăvița |                            |
|         | Șag             | Stadionul Timișul                     | 1.000      |                   |            | Timișul Șag | 192 scaune                 |

## Stadioane viitoare
| Imagine | Localitate | Denumire                   | Capacitate | Inaugurare | Note                                                                                             |
| ------- | ---------- | -------------------------- | ---------- | ---------- | ------------------------------------------------------------------------------------------------ |
|         | Timișoara  | Noua arenă Dan Păltinișanu | 32.150     | 2028       | A fost predat amplasamentul de către Consiliul Județean Timiș Companiei Naționale de Investiții. |
|         | Timișoara  | Noul stadion Știința       | 3.000      | 2025       | A fost predat amplasamentul către Compania Națională de Investiții.                              |
|         | Timișoara  | Arena "Eroii Timișoarei"   | 10.101     | 2026       | Cu finanțare de la bugetul local.                                                                |

## Stadioane defuncte
| Imagine | Localitate | Denumire                                    | Capacitate | Inaugurat | Renovat | Beneficiar                                                                                | Note                                                                               |
| ------- | ---------- | ------------------------------------------- | ---------- | --------- | ------- | ----------------------------------------------------------------------------------------- | ---------------------------------------------------------------------------------- |
|         | Timișoara  | Stadionul UMT (fost Electrica până în 1960) | 9.900      | 1920      | 2001    | Ripensia Timișoara (1928–1948), Electrica Timișoara (1929–1960), UM Timișoara (1960–2008) | Închis în 2008 și demolat în 2016                                                  |
|         | Timișoara  | Stadionul Dan Păltinișanu (fost 1 Mai)      | 32.972     | 1960      | 2008    | ASU Politehnica Timișoara, Ripensia Timișoara                                             | A găzduit finala Cupei României 2007. Al doilea stadion ca și capacitate din țară. |